# Iwo Jima Amphibious Ready Group
Iwo Jima Amphibious Ready Group oder kurz IWO ARG ist eine Amphibious Ready Group. Sie besteht zurzeit aus der Iwo Jima, der New York und der Gusnton Hall. Der ARG ist die 24th Marine Expeditionary Unit angegliedert. In dieser Zusammensetzung hat sie unter anderem am Manöver Eager Lion 12 teilgenommen. Heimathafen der ARG ist seit 2014 die Naval Station Mayport sein, davor war es die Naval Station Norfolk.
Eine frühere Komposition bestand aus der Iwo Joma, der Nashville und der Carter Hall. Sie wurden unter anderem ab Frühling 2003 an der Operation Enduring Freedom beteiligt.